# Johannes Boris Gurewitsch
Johannes Boris Gurewitsch (auch Juan Boris Gurewitch; * 6. August 1909 in Moskau; † 10. Februar 1996 in Hamburg) war ein russisch-deutscher Maler, Grafiker, Zeichner und Wandgestalter.

## Leben

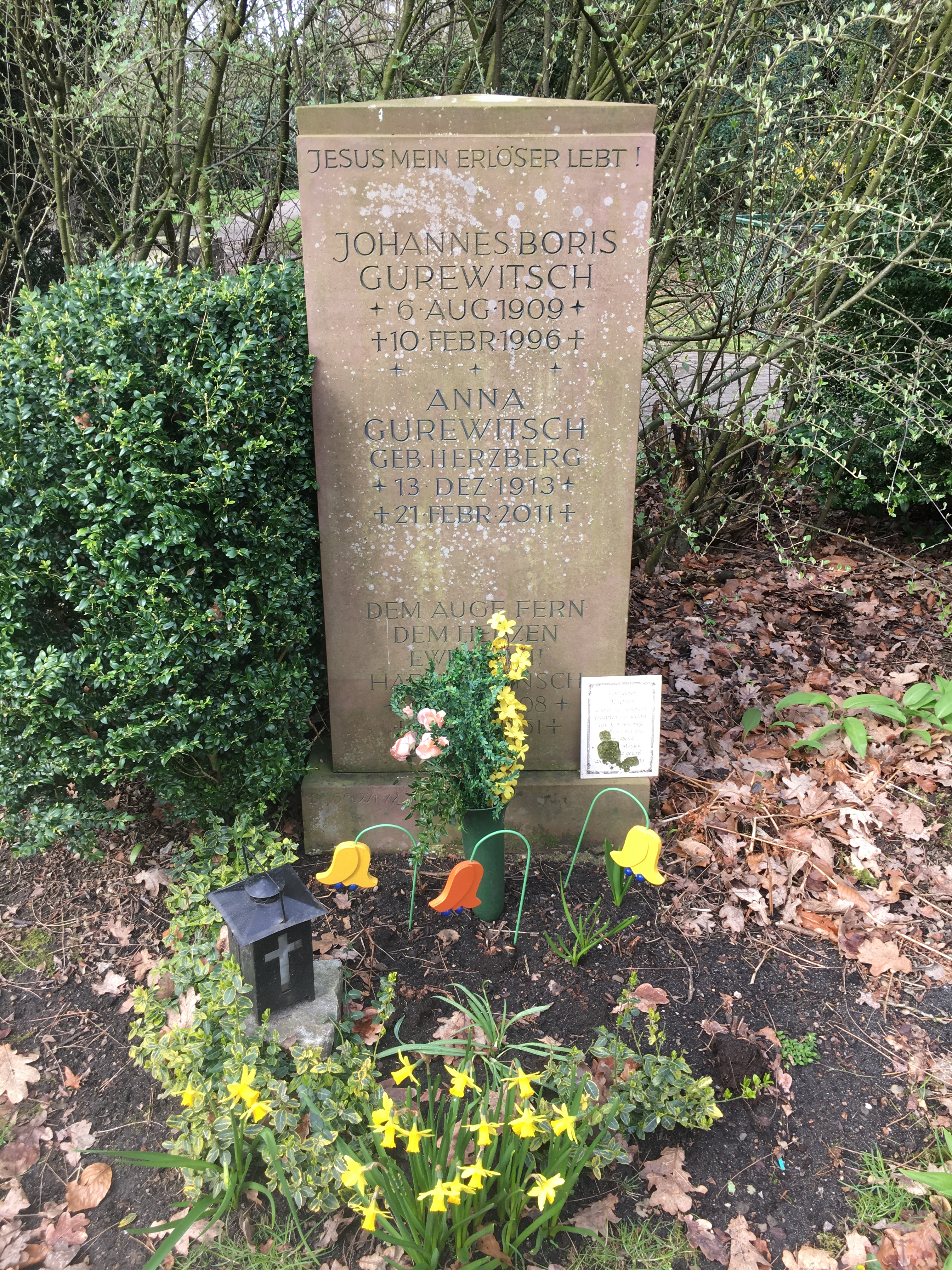
Grabstätte auf dem Friedhof Ohlsdorf im Planquadrat Bq 66

Nach der Oktoberrevolution floh die Familie nach Deutschland. Im Anschluss an die Schulzeit in Hamburg machte er eine Lehre als Kunstgewerbler unter der Leitung des Malers Kurth Jager. Ein Studium absolvierte er bei Erich Hartmann an der Landeskunstschule in Hamburg. Hier studierte er das Akt- und Kunstgewerbliche Zeichnen. Er wurde Artdirektor bei Hoffmann-La Roche und unterrichtete dort als Kunstlehrer.
Als Jude musste er 1937 nach Uruguay auswandern. Sein langjähriger Aufenthalt in Südamerika machte ihn dort bekannt. Bilder von ihm befinden sich in den Öffentlichen Sammlungen Uruguay Museen. 1967 kehrte er nach Deutschland zurück.

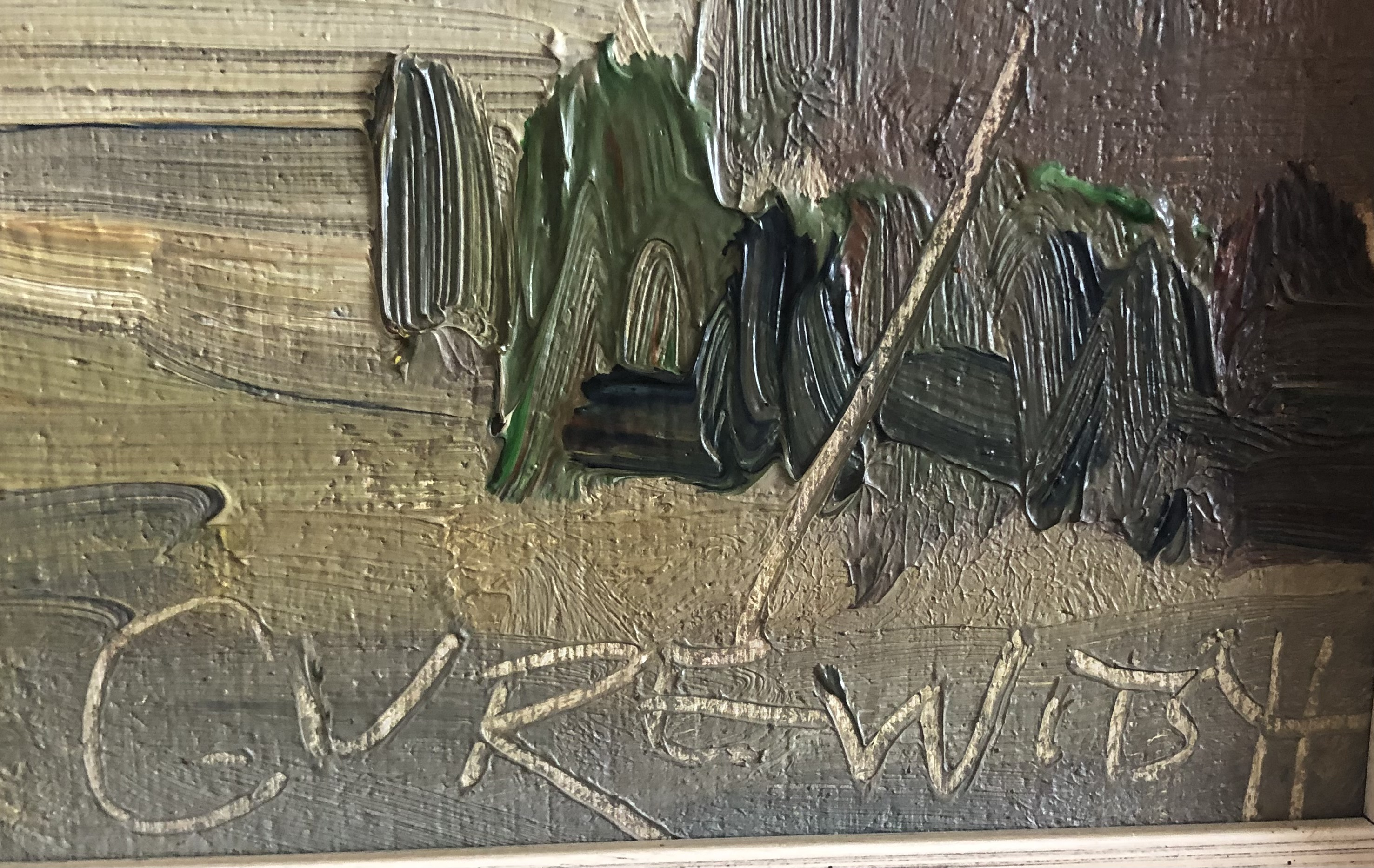
Signatur Boris Gurewitsch

Gurewitsch wurde auf dem Friedhof Ohlsdorf beigesetzt. Die Grabstätte befindet sich nördlich des Mahnmals für die Bombenopfer bei Kapelle 13.

## Werke
Er malte vorwiegend Landschaften in kraftvollen Pinselzügen an Ort und Stelle und berücksichtigte den Sonnenstand, die Schatten und die Luft. Später abstrahierte er Bilder mit verdichteten Farben und Formen sowie Anbindung an Kosmisches.
Außerdem malte er Hafenbilder. Er erhielt Aufträge für Wandmalereien, Wandgestaltungen, Reliefs in Bauten in Montevideo und der Dankeskirche in Hamburg zur Speisung der 5000. 1980 malte er in Heiligenhafen Aquamarina (11 Wandbilder).
Zeichnungen von ihm zeigt das St. Annen-Museum in Lübeck.

## Ausstellungen
- 1957: Punta del Este: internationale Ausstellung.
- 1959: Porto Alegre, São Paulo / Brasilien: Museum für moderne Kunst
- 1959: São Paulo: Biennale.
- 1966: Hamburg Ibero Amerika-Verein
- 1977: Hamburg Galerie Agapi, Katholische Akademie
- 1980: Hamburg Hochhuth Galerie: Gruppenausstellung

## Schriften
- Am seidenen Faden … Bekenntnisse eines Malers. Wort und Werk, Nettetal 1984, ISBN 3-8050-0143-6.